# Lista de navios construídos no Arsenal de Marinha do Rio de Janeiro

Brasão de armas da Marinha do Brasil.

Esta é uma lista de navios construídos no Arsenal de Marinha do Rio de Janeiro, inclui todos os navios de superfície e submarinos construídos no estaleiro período de 1767 a 2009. A lista está organizada e ordenada pelo ano de construção da embarcação.
- Período 1937-2009[1]
- Período 1890-1767[2]

Barca "Itapetininga"

| Nome                                        | Designação | Finalizado em    |
| ------------------------------------------- | ---------- | ---------------- |
| Npa Miramar                                 | P-74       | 2028 (planejado) |
| Npa Mangaratiba                             | P-73       | 2026 (planejado) |
| Npa Maracanã                                | P-72       | 2022             |
| Corveta Barroso                             | V-34       | 2008             |
| Submarino Tikuna                            | S-34       | 2005             |
| Submarino Tapajó                            | S-33       | 1999             |
| Submarino Timbira                           | S-32       | 1996             |
| Navio Patrulha Guaíba                       | P-41       | 1994             |
| Navio Patrulha Grajaú                       | P-40       | 1993             |
| Submarino Tamoio                            | S-31       | 1993             |
| Dique Flutuante Almirante Schieck           | DFlu       | 1989             |
| Batelão com propulsão para abastecimento    |            | 1988             |
| Corveta Jaceguai                            | V-31       | 1987             |
| Chata de Transporte de óleo diesel          |            | 1987             |
| Corveta Frontin                             | V-33       | 1986             |
| Navio Escola Brasil                         | U-27       | 1986             |
| Chata de Transporte De                      | Jp-5       | 1986             |
| Navio Patrulha Fluvial Itaipu               |            | 1985             |
| Navio de Assistência Hospital Carlos Chagas | U-19       | 1984             |
| Navio de Assistência Hospital Oswaldo Cruz  | U-18       | 1984             |
| Navio Patrulha Itaipu                       | P-2        | 1984             |
| Chata Munição Cmiasmap                      |            | 1983             |
| Epp-10                                      |            | 1982             |
| Navio Balizador Comandante Varella          | H-18       | 1982             |
| Chata Ctm-14                                |            | 1981             |
| Batelão Sargento Freitas                    |            | 1981             |
| Barca Urca                                  |            | 1981             |
| Barca Boa Viagem                            |            | 1981             |
| Fragata União                               | F-45       | 1980             |
| Fragata Independência                       | F-44       | 1979             |
| Edcg Camboriú                               | L-12       | 1979             |
| Edcg Tambaú                                 | L-11       | 1978             |
| Edcg Guarapari                              | L-10       | 1978             |
| Navio Patrulha Fluvial Raposo Tavares       | P-21       | 1972             |
| Navio Patrulha Fluvial Pedro Teixeira       | P-20       | 1972             |
| Navio Patrulha Costeiro Poti                | P-15       | 1971             |
| Navio Patrulha Costeiro Penedo              | P-14       | 1971             |
| Navio Patrulha Costeiro Prati               | P-13       | 1971             |
| Navio Patrulha Costeiro Pampeiro            | P-12       | 1971             |
| Navio Patrulha Costeiro Pirajá              | P-11       | 1971             |
| Navio Patrulha Costeiro Piratini            | P-10       | 1970             |
| Chata Operário Ubirajara dos Santos         |            | 1967             |
| Chata Aprendiz Luiz Leal                    |            | 1967             |
| Barco de Pesca Luiz Freire                  |            | 1966             |
| Barco de Pesca João XXIII                   |            | 1966             |
| Barca Jurujuba                              |            | 1964             |
| Batelão João F. dos Santos                  |            | 1964             |
| Chata Paiaguas                              |            | 1962             |
| Barca Boa Viagem                            |            | 1962             |
| Barca Santa Rosa                            |            | 1962             |
| Barca Vital Brasil                          |            | 1962             |
| Chata Nhecolandia                           |            | 1962             |
| Chata Nabileque                             |            | 1962             |
| Chata Tanque                                | Nº2        | 1961             |
| Chata Tanque                                | Nº3        | 1961             |
| Chata Tanque                                | Nº4        | 1961             |
| Balsa Roça Grande                           |            | 1961             |
| Balsa Jacarandá                             |            | 1961             |
| Navio Hidrográfico Orion                    | H-32       | 1958             |
| Navio Hidrográfico Taurus                   | H-33       | 1958             |
| Navio Hidrográfico Argus                    | H-31       | 1957             |
| Barca D’óleo Anita Garibaldi                |            | 1957             |
| Barca Itapura                               |            | 1950             |
| Barca D´Água Paulo Afonso                   |            | 1950             |
| Barca D’óleo Gastão Moutinho                |            | 1950             |
| Contratorpedeiro Araguari                   | A-6        | 1946             |
| Contratorpedeiro Ajuricaba                  | A-5        | 1946             |
| Contratorpedeiro Apa\|                      | A-4        | 1945             |
| Contratorpedeiro Acre\|                     | A-3        | 1945             |
| Contratorpedeiro Amazonas                   | A-1        | 1943             |
| Contratorpedeiro Araguaia                   | A-2        | 1943             |
| Cs. Rio Pardo                               |            | 1943             |
| Batelão Hércules                            |            | 1943             |
| Rebocador Mestre Lisboa                     |            | 1942             |
| Contratorpedeiro Greenhalgh                 | M-3        | 1941             |
| Alvo de Batalha                             | Nº3        | 1941             |
| Contratorpedeiro Mariz e Barros             | M-2        | 1940             |
| Rebocador Antônio João                      |            | 1940             |
| Contratorpedeiro Marcílio Dias              | M-1        | 1940             |
| Monitor Paraguassu                          |            | 1939             |
| Navio mineiro Camocim                       | C-3        | 1939             |
| Navio mineiro Camaquã                       | C-6        | 1939             |
| Navio mineiro Caravelas                     | C-5        | 1939             |
| Navio mineiro Cabedelo                      | C-4        | 1939             |
| Navio mineiro Cananeia                      | C-2        | 1938             |
| Navio mineiro Carioca\| C-1                 | 1938       |                  |
| Monitor encouraçado Parnaíba                | U-17       | 1937             |
| Canhoneira Cananéa                          |            | 1890             |
| Cruzador Protegido Tamandaré                |            | 1890             |
| Canhoneira Cabedelo                         |            | 1888             |
| Canhoneira Carioca                          |            | 1886             |
| Canhoneira Camocim                          |            | 1886             |
| Canhoneira Marajó                           |            | 1885             |
| Aprendiz Marinheiro                         |            | 1884             |
| Canhoneira Iniciadora                       |            | 1883             |
| Cruzador Almirante Barroso                  |            | 1882             |
| Cruzador Primeiro de Março                  |            | 1881             |
| Galeota Imperial                            |            | 1878             |
| Corveta Parnaíba                            |            | 1878             |
| Cruzador Guanabara                          |            | 1877             |
| Encouraçado Sete de Setembro                |            | 1874             |
| Corveta Trajano                             |            | 1873             |
| Rebocador Braconnot                         |            | 1872             |
| Rebocador Lamego                            |            | 1869             |

| # | Navio          | Entidade requesitante      | Tipo    | Classe      | Construção | Notas |
| - | -------------- | -------------------------- | ------- | ----------- | ---------- | ----- |
|   | Pará           | Armada Imperial Brasileira | Monitor | Classe Pará | 1867       | .–    |
|   | Rio Grande     | Armada Imperial Brasileira | Monitor | Classe Pará | 1867       | .–    |
|   | Alagoas        | Armada Imperial Brasileira | Monitor | Classe Pará | 1867       | .–    |
|   | Piauí          | Armada Imperial Brasileira | Monitor | Classe Pará | 1868       | .–    |
|   | Ceará          | Armada Imperial Brasileira | Monitor | Classe Pará | 1868       | .–    |
|   | Santa Catarina | Armada Imperial Brasileira | Monitor | Classe Pará | 1868       | .–    |

Monitor Ceará 1868
Monitor Santa Catarina 1868
Monitor Piauí  1868
Monitor Alagoas 1867
Monitor Rio Grande 1867
Monitor Pará  ||||1867
| Nome                                                     | Designação | Finalizado em |
| -------------------------------------------------------- | ---------- | ------------- |
| Corveta Vital de Oliveira                                |            | 1867          |
| Bombardeiro Forte Coimbra                                |            | 1866          |
| Bombardeiro Pedro Afonso                                 |            | 1866          |
| Encouraçado Rio de Janeiro                               |            | 1866          |
| Encouraçado Barroso                                      |            | 1865          |
| Encouraçado Tamandaré                                    |            | 1865          |
| Aviso Taquari                                            |            | 1865          |
| Corveta Niterói                                          |            | 1862          |
| Cuter Paraíba                                            |            | 1861          |
| Galeota Cometa                                           |            | 1854          |
| Ipiranga                                                 |            | 1854          |
| Corveta Tonelero                                         |            | 1854          |
| Corveta Maranhão                                         |            | 1852          |
| Corveta Imperial Marinheiro                              |            | 1851          |
| Corveta Baiana                                           |            | 1849          |
| Barca Tetis                                              |            | 1843          |
| Galeota                                                  |            | 1842          |
| Corveta Euterpe                                          |            | 1842          |
| Barco Argus                                              |            | 1840          |
| Brigue Caliope                                           |            | 1839          |
| Lugre Ismênia                                            |            | 1836          |
| Corveta D. Amélia (renomeada para Corveta Sete de Abril) |            | 1830          |
| Corveta Campista                                         |            | 1827          |
| Nau São Sebastião                                        |            | 1767          |